# رندسووهرن
رندسووهرن (به آلمانی: Rendswühren) یک شهر در آلمان است که در پلون واقع شده‌است. رندسووهرن ۸۱۳ نفر جمعیت دارد.